# Thil-Manneville

Thil-Manneville este o comună în departamentul Seine-Maritime, Franța. În 1 ianuarie 2022 avea o populație de 659 de locuitori.